# Ómar Ragnarsson

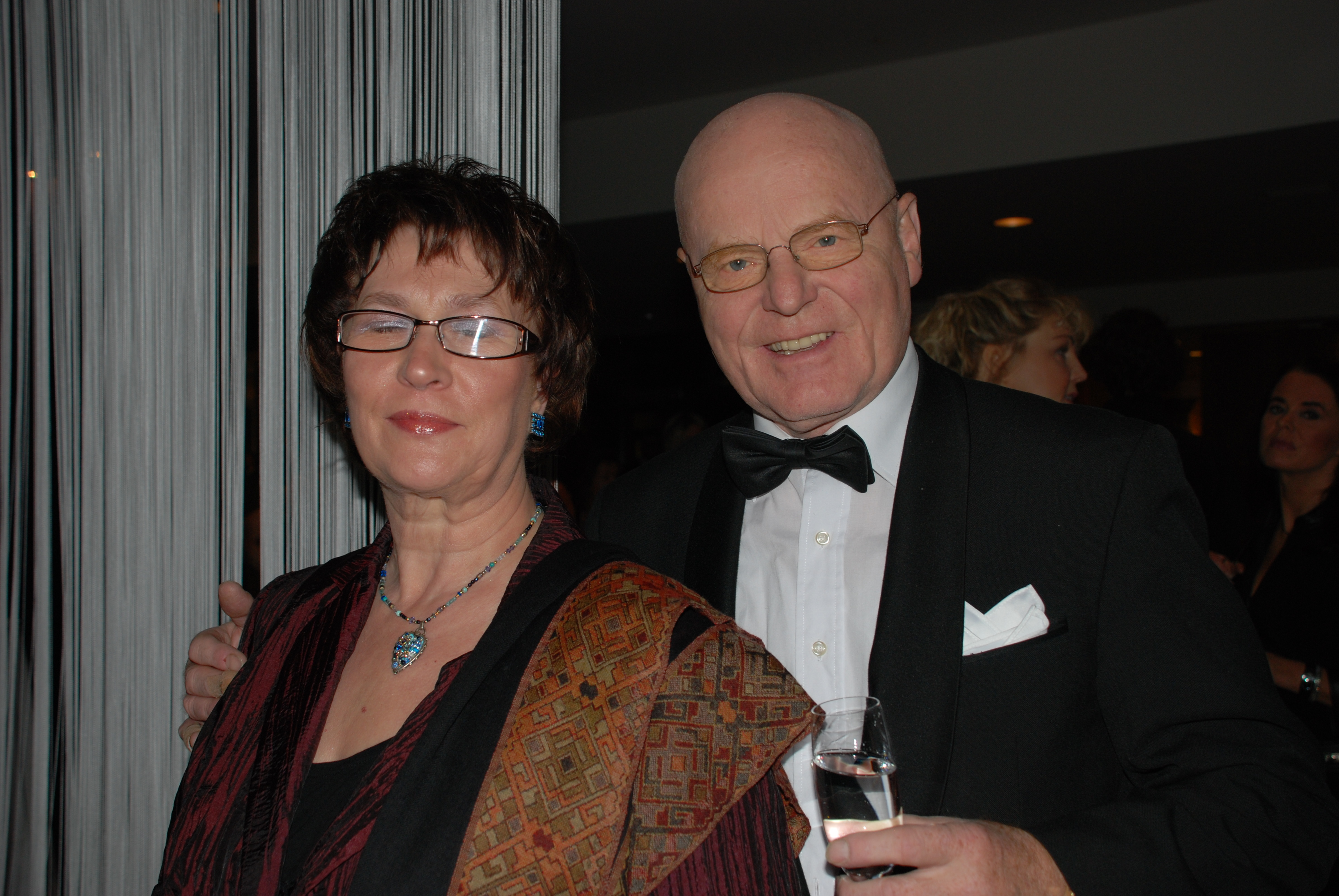
Ómar Ragnarsson podczas rozdawania nagród Edda w 2007 r.

Ómar Ragnarsson (ur. 16 września 1940) – islandzki działacz ekologiczny. 
W przeszłości był politykiem, założył partię Ruch Islandzki - Żywa Ziemia, która brała udział w wyborach parlamentarnych w 2007 roku. Wcześniej był też dziennikarzem. Ómar Ragnarsson jest ojcem Thorfinnura Omarssona, popularnego w islandzkiej telewizji.
Został ogłoszony człowiekiem roku 2006 przez telewizję Stöð 2 oraz przez stację radiową Rás 2, za walkę o ochronę islandzkiej przyrody.